# Vince Bahrdt

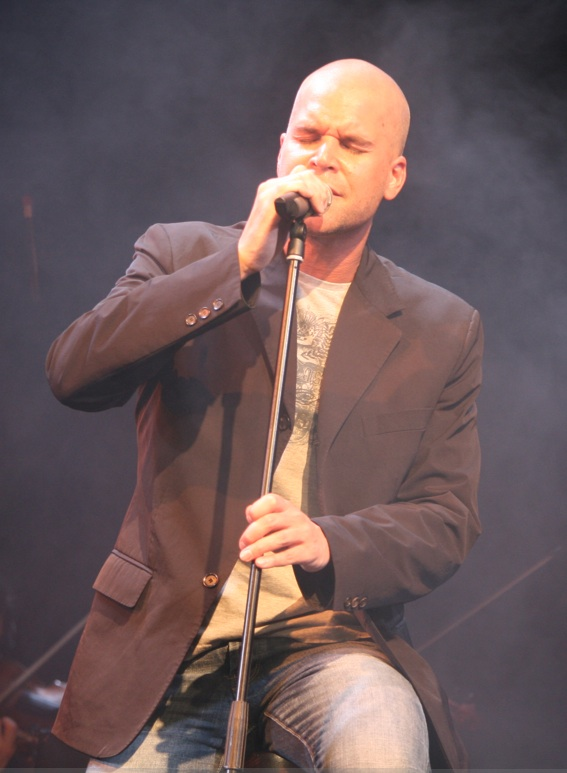
Vince Bahrdt live am 2. November 2007

Vince Bahrdt (bürgerlicher Name Matthias Bahrdt; * 1. August 1971 in Hamburg) ist Produzent, Songwriter und Pianist des Pop-Duos Orange Blue.

## Privat
Vince Bahrdt wurde als jüngstes Kind seiner Familie in Hamburg geboren und ist Sohn des ehemaligen Handball-Nationalspielers Fritz Bahrdt (* 1939). Vince ist seit vielen Jahren verheiratet  mit Miss Germany  Hiltja Müller.Vince’ älterer Bruder Christian (* 1968) ist Vater dreier Kinder; diese inspirierten Bahrdt zu dem Song Amelie des Orange Blue Albums Superstar.
Mit sieben Jahren lernte Bahrdt das Klavierspielen, ab dem 16. Lebensjahr kam das Schlagzeug dazu.
Er legte 1991 am Gymnasium Farmsen sein Abitur ab. Nach seinem Zivildienst studierte er von 1992 bis 1993 zunächst Physik an der Universität Hamburg und dann Angewandte Kulturwissenschaften (Hauptfach Musikwissenschaften) von 1993 bis 1999 an der Leuphana Universität Lüneburg. Kurz vor der Magisterarbeit brach er das Studium ab, um mehr Zeit für die Musik zu haben. Während seines Studiums wohnte er für drei Jahre in Lüneburg, danach zog es ihn zurück nach Hamburg.
Bahrdt unterstützt soziale Projekte wie die Organisation Plan International Deutschland e. V. Diese Organisation vermittelt Patenschaften zu Kindern in Entwicklungsländern. Er spendete seinen Gewinn aus dem Perfekten Promi Dinner im Mai 2007 und den Erlös aus der Versteigerung eines „Privat-Konzert mit Vince Bahrdt“ im Dezember 2007 an diese Organisation.

## Bahrdt und Baydar (Orange Blue)
1992 lernte Bahrdt durch eine Anzeige in einer Hamburger Musikzeitschrift Volkan Baydar kennen. Zusammen mit anderen Musikern bildeten sie eine Coverband. Bahrdt und Baydar arbeiteten in den folgenden Jahren mit verschiedenen Bands zusammen. Im Jahr 1998 hieß die Band bereits Orange und die ersten Auftritte und Veröffentlichungen von Orange Blue erfolgten im Jahr 2000 mit großem Erfolg.
Das Debütalbum In Love With A Dream erreichte Goldstatus, d. h. es verkaufte sich über 260.000 Mal und war 32 Wochen lang in den Charts. Die Debütsingle She’s Got That Light stammt aus der Feder von Vince Bahrdt, erreichte ebenfalls Goldstatus, wurde über 400.000 mal verkauft und war 31 Wochen in den Charts.

## Soloprojekte
Am 2. November 2007 wurde sein erstes Soloalbum Mordballaden veröffentlicht. Nach eigenen Angaben hat Bahrdt daran über sieben Jahre gearbeitet. Im September 2011 erschien sein zweites Album „Tief“ – ebenfalls auf Vince Bahrdts eigenem Label Murdersound Records. Die erste Veröffentlichung der gleichnamigen Singleauskopplung erfolgte im Juni 2011. Auf diesem Album singt Bahrdt u. a. Duette mit Udo Lindenberg, Cosma Shiva Hagen, Ben Becker und Siegfried Lenz. 2017 veröffentlichte Bahrdt sein drittes Solowerk „Mordballaden Live St.Pauli“.

## Sonstige Projekte
Erfahrungen sammelte Bahrdt von 1996 bis 1999 durch Veröffentlichungen eines Albums und Singles der Band Butter. Dort konnte er seine Begabung als Drummer ausleben. Songs schreibt er aber nicht nur für seine Band, sondern auch für andere Interpreten und Auftraggeber:
- Udo Lindenberg: Musik Wenn du durchhängst, Woddy Woddy Wodka, Der Astronaut muß weiter vom Album Stark wie zwei (Veröffentlichung 28. März 2008); Musik Muss da durch vom Album Stärker als die Zeit (Veröffentlichung 29. April 2016); Musik Wenn du durchhängst [Live vom Atlantik], Der Astronaut muss weiter [Live vom Atlantik] vom Album MTV Unplugged 2 – Live vom Atlantik

- Lotto King Karl: Musik Schwerelos vom Album Ikarus (Veröffentlichung 28. April 2006); Musik und Text Die geilsten Typen der Welt vom Album Was ist eigentlich mit Frank? (Veröffentlichung 6. Mai 2011); Musik und Text Im Himmel gibt's keinen Alkohol vom Album 360 Grad
- SG Flensburg-Handewitt Bundesliga Mannschaft: Unvergleichlich (Veröffentlichung 2013), Unvergleichlich [Meister-Version] (Veröffentlichung: 22. Juni 2018), Tobbe Unvergleichlich (Veröffentlichung 9. August 2019)

- HSV Hamburg Bundesliga Mannschaft: Der HSV Handball Song feat. Lotto King Karl (Veröffentlichung 5. März 2005); Unser HSV (Veröffentlichung 29. August 2008); Wir sind Pokal, Die Geilsten (Hamburg ist die Macht) vom Album Unser HSV – Wir sind Pokal! (Veröffentlichung 4. September 2010): Wer ist deutscher Meister? – HSV! (Veröffentlichung 3. Juni 2011)

- Lübbe Audio Verlag, der zur Verlagsgruppe Lübbe gehört, Song Ich seh’ vom Album Edgar Allan Poe – Visionen (Veröffentlichung 28. April 2006)

- Ringo & Ingo: Musik, Text und Produktion „Deutschland“ – Offizieller EM-Song von Radio Schleswig-Holstein (Veröffentlichung 30. Mai 2008)

Vince Bahrdt gründete 2004 eine eigene Produktionsfirma „Murdersound Productions“, 2006 den Musikverlag „Murdersound Publishing“ und 2007 die „Murdersound Entertainment GmbH“, deren Geschäftsführer er ist.
- Zusammen mit Patrick Bach singt er seit 2011 die musikalischen Einlagen der Kinder-Zeichentrickserie „Jake und die Nimmerland-Piraten“. Bahrdt schreibt außerdem sämtliche deutschen Texte der Lieder und synchronisiert die deutsche Rolle des Piraten 'Bones'.

## Diskografie Vince Bahrdt mitButter

### Alben
- Happy (18. März 1996)

### Singles
- So Long (8. Januar 1996)
- Laughin’ Man (9. September 1996)

## Diskografie Vince Bahrdt mitOrange Blue

### Alben
- In Love With A Dream (13. September 2000)
- Songs Of Liberty (12. November 2001)
- Forever – Best Of (5. Mai 2003)
- Panta Rhei (8. November 2004)
- Forever – Best Of Diamond Edition (16. Juni 2006)
- Superstar (16. März 2007)
- White | Weiss (14. Februar 2020)

### Singles
- She’s Got That Light (29. April 2000)
- Can Somebody Tell Me Who I Am (10. November 2000, aus dem Walt-Disney-Film Dinosaurier)
- When Julie Says (26. März 2001)
- The Sun On Your Face (8. Oktober 2001, aus dem Film America’s Sweethearts)
- Heaven Was Her Name (29. April 2002)
- Forever (19. August 2002)
- You Took Me There (9. September 2002) (gab es anlässlich des Winterzaubers nur bei der Drogerie-Kette Budnikowsky in Hamburg)
- But I Do (28. Juni 2004)
- Heaven Knows (25. Oktober 2004)
- A Million Teardrops (14. März 2005)
- Love & Fear (23. Februar 2007)
- Love is here (24. Mai 2019)
- Echter Freund (30. August 2019)

## Diskografie Vince Bahrdt

### Alben
- Mordballaden (2. November 2007)
- Tief [Mordballaden II] (9. September 2011)
- Mordballaden Live St.Pauli (3. November 2017)

### Singles
- You Are (2. November 2007)
- Habsucht (13. Juni 2008)
- Tief (24. Mai 2011)
- Du Fehlst (26. August 2011)
- Echt (30. März 2012)